# Nord Stream AG
Nord Stream AG est un consortium pour la construction et l'exploitation du gazoduc sous-marin Nord Stream (Nord Stream 1) entre Vyborg en Russie et Greifswald en Allemagne . Le consortium a été constitué à Zoug, en Suisse, le 30 novembre 2005. Le nom original de la société était la North European Gas Pipeline Company. La société a été renommée Nord Stream AG le 4 octobre 2006. Sa société sœur Nord Stream 2 AG a le même siège et la même direction, mais elle est détenue à 100 % par Gazprom .

## Actionnaires
Les actionnaires de Nord Stream AG sont:
- Gazprom - 51 % ;
- Wintershall - 15,5 % ;
- PEG Infrastruktur AG, filiale d' E.ON Beteiligungen - 15,5 % ;
- NV Nederlandse Gasunie - 9 % ;
- Engie - 9%[3].

Le 1er mars 2010, la société énergétique française GDF Suez a signé avec Gazprom un protocole d'accord pour acquérir 9 % du capital du projet. Ainsi, les participations de Wintershall et E.ON ont baissé de 4,5 % pour chacune d'entre elles, à 15,5 %.

## Conseil d'administration
Les membres du conseil d'administration sont:
- Gerhard Schröder, ancien chancelier d'Allemagne, ancien Premier ministre de Basse-Saxe, président du conseil
- Oleg Aksyutin, chef du département Transport du gaz, stockage souterrain et utilisation de Gazprom
- Alexander Medvedev, vice-président du conseil d'administration de Gazprom
- Hans-Ulrich Engel, membre du conseil d'administration de BASF SE
- Han Fennema, Président du Directoire, PDG de NV Nederlandse Gasunie
- Isabelle Kocher, directrice générale d'Engie
- Vitaly Markelov, vice-président du comité de direction de Gazprom
- Mario Mehren, président du conseil d'administration de Wintershall
- Pavel Oderov, chef du département de Gazprom
- Marc Spieker, membre du conseil d'administration d'E.ON
- Johannes Teyssen, président du conseil d'administration d'E.ON

## Gestion
Le premier directeur général de Nord Stream AG était Matthias Warnig, ancien président du conseil d'administration de Dresdner Bank ZAO, filiale russe de Dresdner Bank et ancien membre de la Stasi. Le directeur général actuel est Alexey Zagorovskiy .